# Николаев, Иван Александрович
Ива́н Алекса́ндрович Никола́ев (1922—2006) — полковник Советской Армии, участник Великой Отечественной войны, Герой Советского Союза (1945).

## Биография
Иван Николаев родился 10 октября 1922 года в селе Урусово в семье железнодорожника. Русский. Окончил начальную школу в родном селе. В 1937 году вместе с семьёй Николаев переехал в город Скопин Московской (ныне — Рязанской) области, окончил там среднюю школу и аэроклуб в 1941 году. В августе того же года Николаев был призван на службу в Рабоче-крестьянскую Красную Армию Скопинским районным военным комиссариатом Московской области и направлен на учёбу в военную авиационную школу пилотов в Батайске. После её расформирования Николаев был переведён в Кировабадскую военную авиационную школу Азербайджанской ССР, но в апреле 1942 года и она была расформирована. Недоучившись, Николаев был направлен в артиллерию, был командиром орудийного расчёта 833-го артиллерийского полка.
С августа 1942 года — на фронтах Великой Отечественной войны. Принимал участие в боях на Сталинградском и Южном фронтах, участвовал в Сталинградской битве. В апреле 1943 года Николаев добился своего возвращения в военно-воздушные силы. В августе 1943 года младший лейтенант Николаев вернулся на фронт. Участвовал в Донбасской и Мелитопольской операциях, будучи старшим лётчиком 77-го гвардейского ночного бомбардировочного авиаполка 2-й гвардейской ночной бомбардировочной авиадивизии 8-й воздушной армии, совершил 182 боевых вылета. В январе-мае 1944 года по направлению командования Николаев переучивался на штурмовик «Ил-2», после чего вернулся на фронт.
Принимал участие в Крымской, Белорусской, Гумбиннен-Гольдапской, Восточно-Прусской операциях, взятии Кёнигсберга, разгроме вражеской группировки на Земландском полуострове, блокаде с воздуха немецких войск на Куршской косе. 17 октября 1944 года получил тяжёлое ранение в голову во время поддержки с воздуха наземных войск в районе города Шталлупёнен (ныне — Нестеров Калининградской области), однако не покинул театра боевых действий, продолжая выполнять боевую задачу, заходя на цель до полного израсходования боеприпасов. С трудом посадив самолёт на аэродром, Николаев был отправлен в госпиталь, но, не долечившись, вновь вернулся в свою часть. 5 февраля 1945 года в порту Нойкурен (ныне — город Пионерский) Николаев повредил немецкий миноносец, обстреливавший наступавшие по побережью советские подразделения, вынудив его уйти на ремонт в Германию. 5 мая 1945 года он совершил свой последний боевой вылет в Восточной Пруссии.
К концу войны гвардии лейтенант Иван Николаев командовал звеном 74-го гвардейского штурмового авиаполка 1-й гвардейской штурмовой авиадивизии 1-й воздушной армии 3-го Белорусского фронта. За годы войны Николаев совершил 284 боевых вылета, уничтожив 12 танков, 56 автомашин, 3 склада, 14 артиллерийских орудий, 10 орудий ПВО, 20 конных повозок, 18 домов, превращённых в укреплённые огневые точки, 1 дзот, более 300 вражеских солдат и офицеров, подавив огонь 3 батарей зенитной артиллерии. Принял участие в 7 воздушных боях, в ходе которых сбил 1 вражеский самолёт лично и 2 — в группе.
Указом Президиума Верховного Совета СССР от 29 июня 1945 года за «мужество и героизм, проявленные на фронте борьбы с немецкими захватчиками», гвардии лейтенант Иван Николаев был удостоен высокого звания Героя Советского Союза с вручением ордена Ленина и медали «Золотая Звезда».

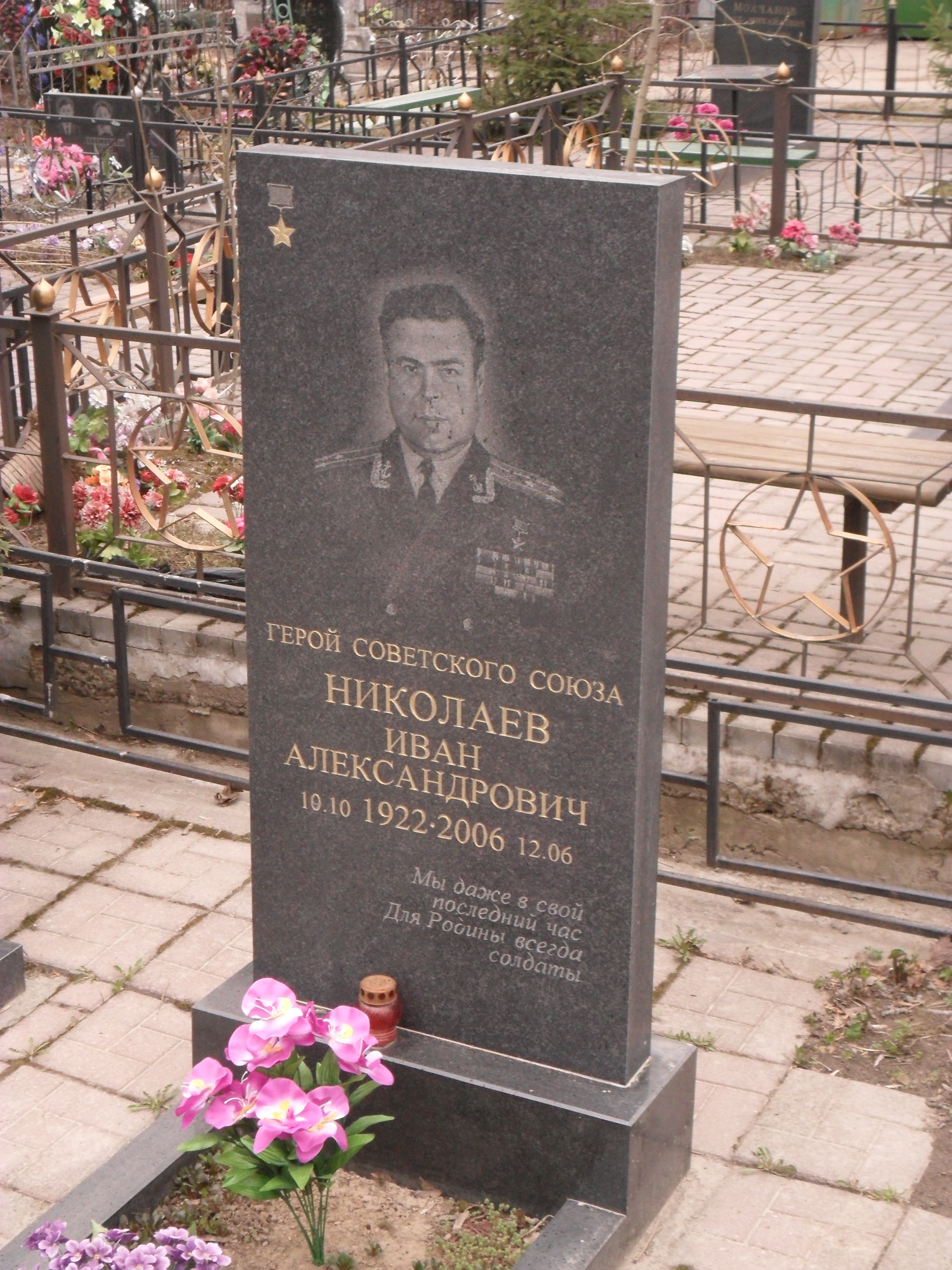
Могила Николаева на Братском кладбище Смоленска.

После окончания войны Николаев продолжал службу в Советской Армии. В 1947 году он вступил в ВКП(б). В 1955 году Николаев окончил Военно-воздушную академию, после чего служил на различных командных и штабных должностях в ВВС Северного флота и 50-й воздушной армии, дислоцировавшейся в Смоленске. В 1977 году в звании полковника Николаев был уволен в запас. Проживал в Смоленске, работал в гражданском персонале УГАИ УВД Смоленской области. Умер 12 июня 2006 года, похоронен на Братском кладбище в Смоленске.
Был также награждён тремя орденами Красного Знамени, орденами Отечественной войны 1-й и 2-й степеней, двумя орденами Красной Звезды, орденом «За службу Родине в Вооружённых Силах СССР» 3-й степени, двумя медалями «За боевые заслуги» и рядом других медалей.